# 戈申 (阿拉巴马州)
戈申（法語：Goshen）是美国阿拉巴马州下属的一座城市。面积约为2.56平方英里（约合6.64平方公里）。根据2010年美国人口普查，该市有人口266人，人口密度为103.83/平方英里（约合40.06/平方公里）。